# Die blaue Eskadron
Die blaue Eskadron (Originaltitel: A Distant Trumpet) ist ein US-amerikanischer Western aus dem Jahr 1964. Der Regisseur Raoul Walsh war zur Drehzeit seines letzten Films 76 Jahre alt. Vorlage war der Roman A Distant Trumpet von Paul Horgan.

## Handlung
Nach seiner Ausbildung an der  West Point Akademie wird der junge Lieutenant Matthew Hazard an die mexikanische Grenze in Arizona versetzt. Dort ist er auf einem Fort mitten im Apachengebiet tätig und verliebt sich in die Frau seines Vorgesetzten Teddy Mainwarring. Zwischen den beiden entwickelt sich eine  heimliche Romanze. 
Nach einiger Zeit übernimmt General Alexander Quait das Kommando. Dieser scheitert bei dem gewaltsamen Versuch, den Häuptling der Apachen zu fassen. Daraufhin gibt er Hazard den Befehl, den Häuptling friedlich zu einer Übergabe des Apachengebietes zu bringen. Hazard schafft es den Indianerhäuptling mit dem Versprechen, man werde seine Leute in einem Reservat unterbringen, zu überzeugen. 
Auf Befehl der Regierung hin sollen die Indianer jedoch nicht in Arizona, sondern in Florida untergebracht werden.
Hazard und Quait begeben sich auf die Reise nach Washington, D.C., um sich für die Unterbringung der Indianer in Arizona einzusetzen.

## Kritiken
„Die Rechtsradikalen hierzulande können jubeln, sie haben wieder einmal Schützenhilfe aus Hollywood bekommen. Ein Fort in Arizona wird von einem forschen Westpoint-Absolventen auf Vordermann gebracht, und dann geht es in Cinemascope und Farbe gegen die stinkenden Indianer. (...) Das alles ist aber noch nicht das schlimmste. Denn Raoul Walsh läßt am Ende, um die Kurve zu kriegen, die Waffen schweigen und in Rührseligkeit, enden, was brutal begann. Die Indianer, die sich ergeben haben, werden von der Regierung betrogen. Also gibt der blonde Held seine Medaille zurück, bis der gefangene Häuptling aus seinem Exil in Florida entlassen wird und sein versprochenes Reservat in Arizona bekommt. (...) Die Soldaten lehren die Zivilisten in Washington, was richtige Politik ist, und so kann das Sternchen an den blauen Rock zurück. Der Zynismus, mit dem hier eine historische Schuld in ihr Gegenteil verlogen wird, ist nun keineswegs bloß restaurativ, hier wird zur politischen Nutzanwendung geraten. Die kaum verschlüsselte Botschaft von der Herrenrasse und den Untermenschen ..., vom schönen Kampf für ein herrliches Amerika, es ist zu fürchten, daß sie nicht nur dort, sondern auch bei uns manch offenes Ohr findet.“

„Stillstand und Bewegung, das macht den Rhythmus dieses Western aus, der der letzte Western überhaupt zu sein scheint.“

„Ausgezeichnet fotografierter anspruchsvoller letzter Western von Raoul Walsh, der allerdings das soldatische Leben glorifiziert.“